# Icewind Dale II
Az Icewind Dale II egy számítógépes fantázia-szerepjáték, melyet a Black Isle Studios fejlesztett és az Interplay adott ki 2002-ben. Hasonlóan az első részhez illetve a kiadó által ekkoriban kiadott más szerepjátékokhoz, ez is a Dungeons & Dragons szabályai alapján, a Forgotten Realms világában játszódik, a Jeges Szelek Völgyében (a címbeli Icewind Dale). A játékos egy csapat zsoldost irányít, akik beavatkoznak egy háborúba, melyet a Tíz Város valamint az üldözött lények és vallások szövetsége vív egymás ellen.
Hasonlóan az első epizódhoz, a szerepjáték elemek kissé a háttérbe húzódtak és inkább akcióorientált volt a játék. Először az Infinity Engine-t használó játékok történetében a Dungeons & Dragons harmadik kiadásának szabályai alapján működött a program - a játékmotort ennek megfelelően módosították, bizonyos szabályokat azonban ki kellett venniük a motor elavultsága miatt. Ez volt az utolsó játék, amely az Infinity Engine-nel készült.
A játékot jól fogadta a kritika, ami dícsérte a harcrendszert, a tempót, és a D&D harmadik kiadás szabályainak jó implementálását. Sok kritika érte viszont az akkorra már elavult grafikát.

## Játékmenet
Az Icewind Dale II a D&D szerepjáték szabálykönyvének harmadik kiadásán alapuló, valós időben játszódó játék. A játéktér izometrikus nézőpontból látható, a kezelőfelületet pedig a képernyő aljára helyezték. Innen érhető el a térkép illetve egy napló, amelybe a legfontosabb információk kerülnek. Az irányítás egérrel történik, de bizonyos parancsokat billentyűzettel is kiadhatunk. Lehetőségünk van beszélgetéseket is kezdeményezni egyes karakterekkel, többféle választási lehetőséggel. A játéktér még fel nem fedezett területei nem láthatóak számunkra, a belátható téren túl pedig "fog of war" akadályozza meg, hogy mindent lássunk. Helyi hálózatban vagy interneten egyszerre akár hat játékossal együtt is játszhattunk. Elérhető benne a "Heart of Fury" mód is, amely megemelt nehézségi szintet, cserébe erősebb varázstárgyakat tartalmaz. Egyébként több mint hétszáz tárgy található a játékban, melyek véletlengenerátor segítségével kerülhetnek hozzánk.
A játék kezdetén generálhatunk egy saját csapatot, vagy kiválaszthatjuk az előre legyártott karakterek közül is a nekünk szimpatikusat. Ellentétben a korábbi játékokkal, itt már nem hozható át az előző részből a karakterünk. Karaktergeneráláskor a karakter neme, faja, beállítottsága és attribútumai szabhatóak meg, illetve bizonyos különleges fajok és osztályok is választhatóak, amelyek együtt járnak. Ezek a tulajdonságok befolyásolják interkacióinkat más karakterekkel. Egyes nem játékos karakterek előítéletesek lehetnek bizonyos lényekkel, megint mások pedig egyszerűen nem állnak szóba, ha alacsony intelligenciájú hőssel találkoznak. Egyes alfajok jelentősen erősebbek, mint a D&D harmadik kiadásának többi fajai, ezek esetében több tapasztalati pontot kell gyűjteniük a szintlépéshez. A maximális szint 30. Csapatunkhoz bármikor hozzáadhatunk új karaktereket, akár harc közben is.
A harcok valós időben zajlanak, az új szabályrendszernek megfelelően, de bizonyos lehetőségek, mint például a kínálkozó lehetőséget kihasználó támadás (attack of opportunity) kimaradt, mert a grafikus motor nem tudta kezelni. A körök során történő kockadobást a program a háttérben végzi, a játék bármikor megállítható, és ez alatt parancsok adhatóak ki.

## Cselekmény
Az Icewind Dale II a Forgotten Realms világában játszódik, Faerûn kontinensén, a Jeges Szelek Völgyében, harminc évvel az első rész történései után. A játék Targos kikötővárosában kezdődik, amely a Tíz Város egyike, és amit éppen a goblinok seregei ostromolnak. Őket a Kiméra Légiói irányítják, amely egy, a számkivetett fajokat és vallásokat magában tömörítő szövetség (goblinok, félvérűek, és Aurilnak, a tél istennőjének hívei). Targos zsoldosokat bérel fel, hogy megvédje magát, és a csapatunk is közte van. Miután visszaverik az egyik támadó hullámot, a város polgármesterének utasítására offenzíva indul. Hőseink megtalálják a hadvezért, akiről kiderül, hogy egy Sherincal nevű nő befolyása alatt áll. A városba visszatérve a polgármester ezúttal a Neverwinterből érkező csapatokkal való találkozóra kér minket. Léghajóval indulunk útnak, amit Oswald Fiddlebender vezet.
A léghajó viharba kerül, lezuhan, hőseink pedig azt tapasztalják, hogy a továbbvezető út zárva van. Miközben megpróbálnak túljutni rajta, megtalálják Sherincalt, aki egy félsárkány, és aki Auril egyik templomát őrzi. Mint kiderül, ő a légió nyugati csapatainak vezére, a mozgalom vezérei a kambion ikerpár, Isair és Madae, akik a Levágott Kéz (Severed Hand) nevű helyen vannak. A templomban kiszabadítanak egy kuldahari foglyot, aki azt kéri, hogy figyelmeztessük a városát a légió veszélyeire. Végül sikerül átjutni a hágót elzáró gleccseren és találkozunk a másik csapattal is.
Útközben találkozunk Nymmel, a drow-val (sötét tünde). aki elmondja, hogy a Kuldaharba vezető utat a légió őrzi, de ő tud egy rövidebb utat, az Underdarkon keresztül. Nym azonban elárulja őket Isairnak és Madaenak, akik figyelmeztetik a csapatunkat, hogy meg fogják támadni Kuldahart és ne avatkozzanak bele. Miután megjárjuk az Underdarkot, Oswald Fiddlebender utolér minket és továbbvisz bennünket léghajóval.
Kuldahart azonban eddigre lerohanta a légió. A fődruida szerint ráadásul egy portált nyitottak, amin keresztül yuan-ti támadás várható, ezt kell megakadályoznunk. Miután sikerrel jártunk, a Sárkányszemen keresztül kell eljutnunk a Levágott Kézhez. Ott kiderül, hogy az egész háború mögött Bryn Shander polgármestere áll. A végjátékban, mielőtt minden átkerülhetne egy korrupt varázslat miatt a limbóba, végeznünk kell az ikrekkel.

## Fejlesztés és fogadtatás
2001 nyarán a Black Isle Studios berkein belül három csapat ténykedett. Az egyik fejlesztette az Icewind Dale-t, a második a Torn-t, a harmadik pedig egy be nem jelentett projektet (feltehetően a "Baldur's Gate III: The Black Hound"-ot). A Tornt készítő csapat már a fejlesztés megkezdése óta hangoztatta, hogy szívesen csinálnának egy játékot az Infinity Engine-nel. A Black Isle Studios anyacége, az Interplay ekkoriban súlyos anyagi gondokkal küszködött, ezért aztán a fejlesztőcsapat sikeres játékaira támaszkodott anyagilag. A Torn fejlesztését haladéktalanul leállították, és gyakorlatilag már másnap ráállították a csapatot az icewind Dale II készítésére. Ennek oka az volt, hogy az első rész váratlanul nagy siker lett, és az Infinity Engine segítségével a munka is gyorsan mehetett. Lényegében maximalizálták a várható bevételt, minimalizálva a kockázatokat. Hivatalosan csak 2002 februárjában jelentették be, hogy készül a játék.
Eredetileg a Dungeons & Dragons harmadik szabályainak részleges implementációját tervezték csak, több szabály kihagyásával, a Baldur's Gate II-ben debütált osztályspecializációt pedig elhagyták. A fejlesztőcsapat aztán kapott még egy kis időt a fejlesztésre, hogy teljes egészében megtehessék. Ehhez módosítaniuk kellett az Infinity Engine-t is, és még így is voltak olyan szabályok, amelyeket nem tudtak implementálni. Teljesen átdolgozták a játék kezelőfelületét, melyhez új grafikákat is készítettek. Brian Menze, aki a Planescape: Torment fejlesztésében is közreműködött, tervezte a varázslatok ikonjait, a karakterportrékat pedig részben Jason Malney (aki a fejlesztés közben hagyta ott a stábot), részben pedig Justin Sweet. A felbontást megnövelték 800x600-ra, és elméleti maximumként akár 2048x1536-os képernyőfelbontáson is játszható lett a játék. Mivel az "Icewind Dale: Trials of the Luremaster" kiegészítőt jól fogadták a játékosok, ezért az Icewind Dale II is több fejtörőt szerepeltetett.
Ez volt az utolsó játék, amely az Infinity Engine-nel készült. Végül 2002. augusztus 27-én jelent meg, gyűjtői kiadása egy szövettérképpel és egy zenei CD-vel. A zenéket nem Jeremy Soule szerezte, hanem Inon Zur, aki a "Baldur's Gate II: Throne of Bhaal" és a "Fallout Tactics" zenéjéért is felelős volt. A szerény költségvetés miatt egy kis los angelesi zenekarral dolgozott együtt, a hangszerek hangzását a keveréskor megduplázva, mindezt összesen két hónap alatt elkészítve.

## Enhanced Edition
Az összes Infinity Engine-t használó szerepjátéknak elkészítette a Beamdog az "Enhanced Edition" névre hallgató változatát, amelyben a grafika felújítása mellett hasznos módosításokat is eszközöltek, sőt új tartalmak is elérhetővé váltak. Nem így az Icewind Dale II esetében, ugyanis bár a Beamdog szerette volna ezt is elkészíteni, a játék forráskódja egész egyszerűen sehol nem lelhető fel.
2020-ban rajongók fogtak hozzá, a Red Chimera Group keretein belül, hogy mégis elkészítsék azt. Gyakorlatilag újra létrehozzák a játékot, az Infinity Engine modernizált változatához készült WeiDU segítségével. A készülő játék a grafikai felújításon túl a karakterek erőegyensúlyát is finomhangolja, és új tartalmakat is terveznek kiadni.